# Heteromeringia leucosticta
Heteromeringia leucosticta är en tvåvingeart som beskrevs av Frey 1960. Heteromeringia leucosticta ingår i släktet Heteromeringia och familjen träflugor. Inga underarter finns listade i Catalogue of Life.